# Slaterocoris rubrofemoratus
Slaterocoris rubrofemoratus är en insektsart som beskrevs av Knight 1968. Slaterocoris rubrofemoratus ingår i släktet Slaterocoris och familjen ängsskinnbaggar. Inga underarter finns listade i Catalogue of Life.